# U-17-Fußball-Europameisterschaft 2022
Die Endrunde der 38. U-17-Fußball-Europameisterschaft fand vom 16. Mai bis zum 1. Juni 2022 in Israel statt, das auf der Sitzung des UEFA-Exekutivkomitee am 23. September 2019 ausgewählt wurde und bereits Gastgeber der U-16-Fußball-Europameisterschaft 2000 war. Titelverteidiger war die Niederlande, die bei der letzten Austragung 2019 den Titel im Finale gegen Italien verteidigen konnte, diesmal aber den  Titel im Finale an  Frankreich verlor. Dazwischen fielen zwei Austragungen der COVID-19-Pandemie zum Opfer. Alle 55 UEFA-Mitglieder hatten eine Mannschaft gemeldet. Nach dem russischen Überfall auf die Ukraine wurde die russische Mannschaft für die Eliterunde der Qualifikation ausgeschlossen.

## Qualifikation

### Erste Runde
Die erste Qualifikationsrunde, an der außer Gastgeber Israel sowie Niederlande und Spanien alle Bewerber teilnahmen, wurde am 9. Dezember 2020 in Nyon ausgelost.  Die Niederlande und Spanien erhielten als bestplatzierte Mannschaften im Koeffizienten-Ranking vorab ein Freilos für die Eliterunde. Die übrigen 52 Mannschaften spielten in 13 Gruppen mit je vier Mannschaften. Die Gruppenersten und -zweiten sowie die vier besten Gruppendritten qualifizierten sich für die Eliterunde. Die Qualifikation startete am 23. September 2021. Die Partien jeder Gruppe wurden als Mini-Turnier in einem Gastgeberland aus der jeweiligen Gruppe gespielt.
Deutschland konnte beim Turnier in Rumänien die Gastgeber sowie Russland und San Marino besiegen, womit der Gruppensieg erreicht wurde. Österreich hatte in Gruppe 9 Heimrecht, konnte dies gegen auf Slowenien, den Kosovo und die Färöer aber nicht nutzen. Mit nur einem Sieg gegen die Färöer und Niederlagen gegen den Kosovo und Slowenien wurde als Gruppendritter die Eliterunde verpasst. Die Schweiz traf in Gruppe 7 in Finnland zudem auf Bosnien & Herzegovina und Gibraltar. Mit Siegen gegen  Bosnien & Herzegovina und Gibraltar und einem Remis gegen die Gastgeber qualifizierten sich die Eidgenossen als Gruppensieger für die Eliterunde. Liechtenstein musste in Gruppe 10 in Serbien antreten und verlor sowohl gegen die Gastgeber als auch die beiden anderen Gegner Kroatien und Bulgarien.

### Eliterunde
In der Eliterunde wurden die verbleibenden Mannschaften in acht Gruppen mit je vier Mannschaften gelost.  Jede Gruppe spielte ein Mini-Turnier in einem Land aus. Die acht Gruppensieger sowie die sieben besten zweitplatzierten Mannschaften qualifizierten sich für die Endrunde. Die Eliterunde begann am 23. März und endet am 26. April 2022.
Die Auslosung ergab folgende Gruppen (Reihenfolge nach Endplatzierung, grün unterlegte Mannschaften konnten sich für die Endrunde qualifizieren).
| Gruppe 1      | Gruppe 2   | Gruppe 3     | Gruppe 4                  | Gruppe 5    | Gruppe 6  | Gruppe 7    | Gruppe 8   |
| ------------- | ---------- | ------------ | ------------------------- | ----------- | --------- | ----------- | ---------- |
| Niederlande 1 | Dänemark 1 | Deutschland  | Spanien                   | Frankreich  | Italien 1 | Serbien     | Portugal 1 |
| Ungarn 1      | Schweden   | Schottland 1 | Belgien                   | Luxemburg 1 | Polen     | Türkei      | Bulgarien  |
| Griechenland  | Schweiz    | Georgien     | Bosnien und Herzegowina 1 | England     | Ukraine   | Slowenien 1 | Finnland   |
| Slowakei      | Lettland   | Tschechien   | Estland                   | Russland    | Kosovo    | Wales       | Irland     |

Die deutsche Auswahl musste in Gruppe 3 in Schottland antreten und gewann gegen die Gastgeber sowie Georgien und Tschechien. Die Mannschaft der Schweiz spielte in Gruppe 2 in Dänemark und verlor nach einem 1:0-Sieg gegen Lettland gegen Schweden und Dänemark.

## Teilnehmer
- Israel (Gastgeber)
- Niederlande (Sieger Gruppe 1, Titelverteidiger)
- Dänemark (Sieger Gruppe 2)
- Schweden (Zweiter Gruppe 2)
- Deutschland (Sieger Gruppe 3)
- Schottland (Zweiter Gruppe 3)
- Spanien (Sieger Gruppe 4)
- Belgien (Zweiter Gruppe 4)
- Frankreich (Sieger Gruppe 5)
- Luxemburg (Zweiter Gruppe 5)
- Italien (Sieger Gruppe 6)
- Polen (Zweiter Gruppe 6)
- Serbien (Sieger Gruppe 7)
- Türkei (Zweiter Gruppe 7)
- Portugal (Sieger Gruppe 8)
- Bulgarien (Zweiter Gruppe 8)

## Kader der deutschen U-17-Nationalmannschaft
| #  | Name                  | Pos        | Verein                   | Spiele | Tore |
| -- | --------------------- | ---------- | ------------------------ | ------ | ---- |
| 1  | Dennis Seimen         | Tor        | VfB Stuttgart            | 4      | 0    |
| 2  | Simon Walde           | Abwehr     | Borussia Mönchengladbach | 2      | 0    |
| 3  | Alexandre Azevedo     | Abwehr     | VfB Stuttgart            | 4      | 0    |
| 4  | Tarek Buchmann        | Abwehr     | Bayern München           | 4      | 0    |
| 5  | Armend Likaj          | Abwehr     | FC Schalke 04            | 1      | 0    |
| 6  | Philipp Schulz        | Mittelfeld | 1. FSV Mainz 05          | 4      | 0    |
| 7  | Paul Wanner           | Mittelfeld | Bayern München           | 3      | 1    |
| 8  | Samuele Di Benedetto  | Mittelfeld | VfB Stuttgart            | 4      | 0    |
| 9  | Nelson Weiper         | Sturm      | 1. FSV Mainz 05          | 4      | 3    |
| 10 | Tom Bischof           | Mittelfeld | TSG 1899 Hoffenheim      | 4      | 1    |
| 11 | Laurin Ulrich         | Mittelfeld | VfB Stuttgart            | 4      | 1    |
| 12 | Tim Goller            | Tor        | Hertha BSC               | 0      | 0    |
| 13 | Paulo Fritschi        | Abwehr     | VfB Stuttgart            | 4      | 0    |
| 14 | Vincent Manuba        | Abwehr     | Bayern München           | 4      | 0    |
| 15 | Rafael Lubach         | Mittelfeld | Borussia Dortmund        | 2      | 0    |
| 16 | Arijon Ibrahimović    | Sturm      | Bayern München           | 3      | 1    |
| 17 | Maurice Krattenmacher | Mittelfeld | SpVgg Unterhaching       | 3      | 0    |
| 18 | Dženan Pejčinović     | Sturm      | FC Augsburg              | 4      | 1    |
| 19 | Tim Hoffmann          | Abwehr     | Hertha BSC               | 2      | 0    |
| 20 | Sidney Raebiger       | Mittelfeld | RB Leipzig               | 4      | 2    |

- Trainer: Marc-Patrick Meister

## Kader der Luxemburger U-17-Nationalmannschaft
| #  | Name                   | Pos        | Verein                    | Spiele | Tore |
| -- | ---------------------- | ---------- | ------------------------- | ------ | ---- |
| 1  | Tiago Pereira Cardoso  | Tor        | CS Fola Esch              | 2      | 0    |
| 2  | Clayton Irigoyen       | Abwehr     | 1. FC Nürnberg            | 3      | 0    |
| 3  | Fabio Lohei            | Abwehr     | FC Metz                   | 3      | 0    |
| 4  | Massimo Agostinelli    | Abwehr     | 1. FC Nürnberg            | 3      | 0    |
| 5  | Sofiane Ikene          | Abwehr     | F91 Düdelingen            | 3      | 0    |
| 6  | Hugo Luis Afonso       | Mittelfeld | Karlsruher SC             | 2      | 0    |
| 7  | Enzo Fonseca Lima      | Mittelfeld | F91 Düdelingen            | 3      | 0    |
| 9  | Jayson Videira Pereira | Sturm      | Hannover 96               | 2      | 0    |
| 10 | Tim Flick              | Sturm      | Eintracht Frankfurt       | 3      | 0    |
| 11 | Thomas Souchard        | Mittelfeld | Karlsruher SC             | 3      | 0    |
| 12 | Joao Alves Margato     | Tor        | F91 Düdelingen            | 1      | 0    |
| 13 | Jordan Barbalinardo    | Abwehr     | F91 Düdelingen            | 2      | 0    |
| 14 | Adel Civovic           | Abwehr     | FC Rodingen 91            | 1      | 0    |
| 15 | Gianluca Totaro        | Abwehr     | F91 Düdelingen            | 1      | 0    |
| 16 | Dino Sabotic           | Mittelfeld | CS Fola Esch              | 1      | 0    |
| 17 | Mattia Bartoletti      | Mittelfeld | CS Fola Esch              | 3      | 0    |
| 18 | Ronaldo Machado        | Sturm      | Union Titus Petingen      | 3      | 0    |
| 19 | Liam Nurenberg         | Sturm      | RFC Union Luxemburg       | 2      | 0    |
| 20 | Ruben Ferreira Moreira | Sturm      | FC Metz                   | 1      | 0    |
| 21 | Robin Moutschen        | Sturm      | FC Jeunesse Lorrain Arlon | 0      | 0    |

- Trainer: Mario Mutsch

## Austragungsorte
Die Spiele der Endrunde fanden in fünf Stadien in fünf Städten statt.
| Stadt          | Stadion                                                  | Kapazität     |
| -------------- | -------------------------------------------------------- | ------------- |
| Netanja        | Netanja-Stadion Viertelfinale, Halbfinale, Finale        | 13.610 Plätze |
| Rischon LeZion | Haberfeld-Stadion Gruppenphase, Viertelfinale            | 6.000 Plätze  |
| Nes Ziona      | Ness Ziona Municipal Stadium Gruppenphase, Viertelfinale | 3.500 Plätze  |
| Ramat Gan      | Ramat-Gan-Stadion Gruppenphase                           | 13.370 Plätze |
| Lod            | Lod Municipal Stadium Gruppenphase                       | 3.000 Plätze  |

## Vorrunde

### Auslosung
Die Auslosung der Gruppen fand am 6. April 2022 statt. Gastgeber Israel war als Kopf der Gruppe A gesetzt.

### Modus
Die Vorrunde wurde in vier Gruppen mit jeweils vier Mannschaften ausgetragen. Die Gruppensieger und Zweitplatzierten qualifizierten sich für das Viertelfinale.
Wenn zwei oder mehr Mannschaften derselben Gruppe nach Abschluss der Gruppenspiele die gleiche Anzahl Punkte aufwiesen, wurde die Platzierung nach folgenden Kriterien in dieser Reihenfolge ermittelt:
a. höhere Punktzahl aus den Direktbegegnungen der betreffenden Mannschaften;
b. bessere Tordifferenz aus den Direktbegegnungen der betreffenden Mannschaften;
c. größere Anzahl erzielter Tore aus den Direktbegegnungen der betreffenden Mannschaften;
d. wenn nach der Anwendung der Kriterien a) bis c) immer noch mehrere Mannschaften denselben Platz belegen, werden die Kriterien a) bis c) erneut angewendet, jedoch ausschließlich auf die Direktbegegnungen der betreffenden Mannschaften, um deren definitive Platzierung zu bestimmen. Führt dieses Vorgehen keine Entscheidung herbei, werden die Kriterien e) bis h) angewendet;
e. bessere Tordifferenz aus allen Gruppenspielen;
f. größere Anzahl erzielter Tore aus allen Gruppenspielen;
g. geringere Gesamtzahl an Strafpunkten auf der Grundlage der in allen Gruppenspielen erhaltenen gelben und roten Karten (rote Karte = 3 Punkte, gelbe Karte = 1 Punkt, Platzverweis nach zwei gelben Karten in einem Spiel = 3 Punkte);
h. bessere Platzierung in der für die Auslosung der Qualifikationsrunde verwendeten Koeffizientenrangliste;
Wären zwei Mannschaften im letzten Gruppenspiel aufeinandergetroffen, die dieselbe Anzahl Punkte sowie die gleiche Tordifferenz und gleiche Anzahl Tore aufwiesen, und wäre das betreffende Spiel unentschieden geendet, wäre die endgültige Platzierung der beiden Mannschaften durch Elfmeterschießen ermittelt worden, vorausgesetzt, dass keine andere Mannschaft derselben Gruppe nach Abschluss aller Gruppenspiele dieselbe Anzahl Punkte aufgewiesen hätte. Hätten mehr als zwei Mannschaften dieselbe Anzahl Punkte, wären die oberen Kriterien zur Anwendung gekommen. Beide Fälle traten nicht ein.

### Gruppe A
| Pl. | Land        | Sp. | S | U | N | Tore    | Diff. | Punkte |
| --- | ----------- | --- | - | - | - | ------- | ----- | ------ |
| 1.  | Deutschland | 3   | 3 | 0 | 0 | 009:200 | +7    | 09     |
| 2.  | Italien     | 3   | 2 | 0 | 1 | 004:300 | +1    | 06     |
| 3.  | Israel      | 3   | 1 | 0 | 2 | 003:400 | −1    | 03     |
| 4.  | Luxemburg   | 3   | 0 | 0 | 3 | 000:700 | −7    | 0      |

|                                                                       |   |             |           |
| 16. Mai 2022 um 16:30 Uhr in Nes Ziona (Ness Ziona Municipal Stadium) |   |             |           |
| Italien                                                               | – | Deutschland | 2:3 (1:2) |
| 16. Mai 2022 um 19:00 Uhr in Rischon LeZion (Haberfeld Stadium)       |   |             |           |
| Israel                                                                | – | Luxemburg   | 3:0 (0:0) |
| 19. Mai 2022 um 16:30 Uhr in Rischon LeZion (Haberfeld Stadium)       |   |             |           |
| Deutschland                                                           | – | Luxemburg   | 3:0 (2:0) |
| 19. Mai 2022 um 19:00 Uhr in Nes Ziona (Ness Ziona Municipal Stadium) |   |             |           |
| Israel                                                                | – | Italien     | 0:1 (0:0) |
| 22. Mai 2022 um 19:00 Uhr in Ramat Gan (Ramat-Gan-Stadion)            |   |             |           |
| Luxemburg                                                             | – | Italien     | 0:1 (0:1) |
| 22. Mai 2022 um 19:00 Uhr in Lod (Lod Municipal Stadium)              |   |             |           |
| Deutschland                                                           | – | Israel      | 3:0 (0:0) |

### Gruppe B
| Pl. | Land        | Sp. | S | U | N | Tore    | Diff. | Punkte |
| --- | ----------- | --- | - | - | - | ------- | ----- | ------ |
| 1.  | Niederlande | 3   | 3 | 0 | 0 | 008:300 | +5    | 09     |
| 2.  | Frankreich  | 3   | 2 | 0 | 1 | 011:400 | +7    | 06     |
| 3.  | Polen       | 3   | 0 | 1 | 2 | 003:900 | −6    | 01     |
| 4.  | Bulgarien   | 3   | 0 | 1 | 2 | 002:800 | −6    | 01     |

|                                                                       |   |             |           |
| 16. Mai 2022 um 16:30 Uhr in Ramat Gan (Ramat-Gan-Stadion)            |   |             |           |
| Frankreich                                                            | – | Polen       | 6:1 (3:0) |
| 16. Mai 2022 um 19:00 Uhr in Lod (Lod Municipal Stadium)              |   |             |           |
| Bulgarien                                                             | – | Niederlande | 1:3 (1:1) |
| 19. Mai 2022 um 16:30 Uhr in Lod (Lod Municipal Stadium)              |   |             |           |
| Niederlande                                                           | – | Polen       | 2:1 (0:0) |
| 19. Mai 2022 um 19:00 Uhr in Ramat Gan (Ramat-Gan-Stadion)            |   |             |           |
| Frankreich                                                            | – | Bulgarien   | 4:0 (2:0) |
| 22. Mai 2022 um 16:30 Uhr in Rischon LeZion (Haberfeld Stadium)       |   |             |           |
| Niederlande                                                           | – | Frankreich  | 3:1 (0:1) |
| 22. Mai 2022 um 16:30 Uhr in Nes Ziona (Ness Ziona Municipal Stadium) |   |             |           |
| Polen                                                                 | – | Bulgarien   | 1:1 (0:0) |

### Gruppe C
| Pl. | Land    | Sp. | S | U | N | Tore    | Diff. | Punkte |
| --- | ------- | --- | - | - | - | ------- | ----- | ------ |
| 1.  | Spanien | 3   | 2 | 1 | 0 | 005:100 | +4    | 07     |
| 2.  | Serbien | 3   | 1 | 2 | 0 | 004:300 | +1    | 05     |
| 3.  | Belgien | 3   | 1 | 1 | 1 | 004:400 | ±0    | 04     |
| 4.  | Türkei  | 3   | 0 | 0 | 3 | 002:700 | −5    | 0      |

|                                                                       |   |         |           |
| 17. Mai 2022 um 16:30 Uhr in Rischon LeZion (Haberfeld Stadium)       |   |         |           |
| Serbien                                                               | – | Belgien | 1:1 (0:1) |
| 17. Mai 2022 um 19:00 Uhr in Nes Ziona (Ness Ziona Municipal Stadium) |   |         |           |
| Türkei                                                                | – | Spanien | 0:2 (0:1) |
| 20. Mai 2022 um 13:30 Uhr in Rischon LeZion (Haberfeld Stadium)       |   |         |           |
| Serbien                                                               | – | Türkei  | 2:1 (1:1) |
| 20. Mai 2022 um 15:30 Uhr in Nes Ziona (Ness Ziona Municipal Stadium) |   |         |           |
| Spanien                                                               | – | Belgien | 2:0 (2:0) |
| 23. Mai 2022 um 16:30 Uhr in Rischon LeZion (Haberfeld Stadium)       |   |         |           |
| Spanien                                                               | – | Serbien | 1:1 (0:0) |
| 23. Mai 2022 um 16:30 Uhr in Nes Ziona (Ness Ziona Municipal Stadium) |   |         |           |
| Belgien                                                               | – | Türkei  | 3:1 (0:0) |

### Gruppe D
| Pl. | Land       | Sp. | S | U | N | Tore    | Diff. | Punkte |
| --- | ---------- | --- | - | - | - | ------- | ----- | ------ |
| 1.  | Dänemark   | 3   | 2 | 0 | 1 | 007:400 | +3    | 06     |
| 2.  | Portugal   | 3   | 2 | 0 | 1 | 010:600 | +4    | 06     |
| 3.  | Schweden   | 3   | 2 | 0 | 1 | 005:500 | ±0    | 06     |
| 4.  | Schottland | 3   | 0 | 0 | 3 | 002:900 | −7    | 0      |

Platzierungen aufgrund des direkten Vergleichs ohne Ergebnisse gegen Schottland: Dänemark 4:3 Tore, Portugal 5:5 Tore, Schweden 4:5 Tore
|                                                            |   |            |           |
| 17. Mai 2022 um 16:03 Uhr in Ramat Gan (Ramat-Gan-Stadion) |   |            |           |
| Dänemark                                                   | – | Schweden   | 1:2 (0:2) |
| 17. Mai 2022 um 19:00 Uhr in Lod (Lod Municipal Stadium)   |   |            |           |
| Schottland                                                 | – | Portugal   | 1:5 (0:3) |
| 20. Mai 2022 um 13:30 Uhr in Ramat Gan (Ramat-Gan-Stadion) |   |            |           |
| Dänemark                                                   | – | Schottland | 3:1 (1:1) |
| 20. Mai 2022 um 15:30 Uhr in Lod (Lod Municipal Stadium)   |   |            |           |
| Portugal                                                   | – | Schweden   | 4:2 (3:1) |
| 23. Mai 2022 um 19:00 Uhr in Ramat Gan (Ramat-Gan-Stadion) |   |            |           |
| Portugal                                                   | – | Dänemark   | 1:3 (1:0) |
| 23. Mai 2022 um 19:00 Uhr in Lod (Lod Municipal Stadium)   |   |            |           |
| Schweden                                                   | – | Schottland | 1:0 (0:0) |

## Finalrunde

### Modus
Endete eine Viertel- oder Halbfinalbegegnung oder das Endspiel nach Ablauf der regulären Spielzeit ohne Sieger, wurde dieser durch ein Elfmeterschießen ermittelt.

### Übersicht
|  | Viertelfinale | Viertelfinale |             |         | Halbfinale | Halbfinale |  |  | Finale | Finale |
|  |               |               |             |         |            |            |  |  |        |        |
|  | Deutschland   | 1 (3)         |             |         |            |            |  |  |        |        |
|  | Frankreich    | E1 (4)E       |             |         |            |            |  |  |        |        |
|  | Frankreich    | E1 (4)E       | Frankreich  | E2 (6)E |            |            |  |  |        |        |
|  |               |               | Frankreich  | E2 (6)E |            |            |  |  |        |        |
|  |               | Portugal      | 2 (5)       |         |            |            |  |  |        |        |
|  | Spanien       | Portugal      | 2 (5)       | 1       |            |            |  |  |        |        |
|  | Spanien       |               |             | 1       |            |            |  |  |        |        |
|  | Portugal      | 2             |             |         |            |            |  |  |        |        |
|  |               |               | Frankreich  | 2       |            |            |  |  |        |        |
|  |               | Niederlande   | 1           |         |            |            |  |  |        |        |
|  | Niederlande   | 2             |             |         |            |            |  |  |        |        |
|  | Italien       | 1             |             |         |            |            |  |  |        |        |
|  | Italien       | 1             | Niederlande | E2 (5)E |            |            |  |  |        |        |
|  |               |               | Niederlande | E2 (5)E |            |            |  |  |        |        |
|  |               | Serbien       | 2 (3)       |         |            |            |  |  |        |        |
|  | Dänemark      | Serbien       | 2 (3)       | 1       |            |            |  |  |        |        |
|  | Dänemark      |               |             | 1       |            |            |  |  |        |        |
|  | Serbien       | 2             |             |         |            |            |  |  |        |        |

E Sieg im Elfmeterschießen

### Viertelfinale
|                                                                       |   |            |                      |
| 25. Mai 2022 um 16:30 Uhr in Rischon LeZion (Haberfeld Stadium)       |   |            |                      |
| Deutschland                                                           | – | Frankreich | 1:1 (1:1); 3:4 i. E. |
| 25. Mai 2022 um 19:00 Uhr in Netanja (Netanja-Stadion)                |   |            |                      |
| Niederlande                                                           | – | Italien    | 2:1 (2:0)            |
| 26. Mai 2022 um 16:30 Uhr in Nes Ziona (Ness Ziona Municipal Stadium) |   |            |                      |
| Dänemark                                                              | – | Serbien    | 1:2 (0:1)            |
| 26. Mai 2022 um 19:00 Uhr in Netanja (Netanja-Stadion)                |   |            |                      |
| Spanien                                                               | – | Portugal   | 1:2 (1:1)            |

### Halbfinale
|                                                        |   |          |                      |
| 29. Mai 2022 um 16:30 Uhr in Netanja (Netanja-Stadion) |   |          |                      |
| Frankreich                                             | – | Portugal | 2:2 (2:2); 6:5 i. E. |
| 29. Mai 2022 um 20:00 Uhr in Netanja (Netanja-Stadion) |   |          |                      |
| Niederlande                                            | – | Serbien  | 2:2 (0:0); 5:3 i. E. |

### Finale
| Frankreich                                              | Frankreich | Niederlande | Niederlande |
| ------------------------------------------------------- | --- | --- | ----------- |
| Frankreich                                              | \| Finale \| \| 1. Juni 2022 um 18:00 Uhr in Netanja (Netanja-Stadion) \| \| Ergebnis: 2:1 (0:0) \| \| Schiedsrichter: Christian-Petru Ciochirca ( Österreich) \| | \| Finale \| \| 1. Juni 2022 um 18:00 Uhr in Netanja (Netanja-Stadion) \| \| Ergebnis: 2:1 (0:0) \| \| Schiedsrichter: Christian-Petru Ciochirca ( Österreich) \| | Niederlande |
| Frankreich                                              | Lisandru Olmeta – Saël Kumbedi, Christian Mawissa, El Chadaille Bitshiabu, Jeanuël Belocian (74. Luzolo Vangi Vungele) – Naim Byar, Valentin Atangana Edoa, Warren Zaïre-Emery, Tom Saettel (85. Elyaz Zidane) – Désiré Doué (64. Axel Gueguin), Mathys Tel Cheftrainer: José Alcocer | Tristan Kuijsten – Bram Rovers (53. Alvaro Henry), Thijmen Blokzijl, Dean Huijsen, Rainey Breinburg (76. Oualid Agougil) – Silvano Vos (83. Tim van den Heuvel), Antoni Milambo (46. Mike Kleijn) – Jaden Slory (83. Yoram Boerhout), Gabriel Misehouy, Isaac Babadi – Jason van Duiven Cheftrainer: Mischa Visser | Niederlande |
| Frankreich                                              | 1:1 Kumbedi (57.) 2:1 Kumbedi (60.) | 0:1 Slory (48.) | Niederlande |
| Frankreich                                              | Saettel | Huijsen | Niederlande |
| Finale                                                  | | |             |
| 1. Juni 2022 um 18:00 Uhr in Netanja (Netanja-Stadion)  | | |             |
| Ergebnis: 2:1 (0:0)                                     | | |             |
| Schiedsrichter: Christian-Petru Ciochirca ( Österreich) | | |             |

## Schiedsrichter
Für das Turnier wurden seitens der UEFA 8 Schiedsrichter und 12 Schiedsrichterassistenten eingesetzt. Dazu kamen vier Schiedsrichter – darunter zwei aus dem Gastgeberland – die ausschließlich als Vierte Offizielle eingesetzt wurden.
| Schiedsrichter            | Assistenten              | Vierte Offizielle |
| ------------------------- | ------------------------ | ----------------- |
| Willy Delajod             | Erwan Finjean            | David Fuxman      |
| Christian-Petru Ciochirca | Maximilian Weiß          | Snir Levi         |
| Andrei Florin Chivulete   | Alexandru Cerei          | Jasmin Sabotic    |
| Igor Stojčevski           | Daniel Vasilevski        | Juxhin Xhaja      |
| Helgi Mikael Jónasson     | Gylfi Már Sigurðsson     |                   |
| Henrik Nalbandjan         | Chatschatur Howhannisjan |                   |
| Dario Bel                 | Luka Pušić               |                   |
| Thomas Owen               | Johnathon Bryant         |                   |
|                           | Sander Saga              |                   |
|                           | Isaak Skjeseth Bashevkin |                   |
|                           | Matěj Vlček              |                   |
|                           | Miroslaw Maximow         |                   |

## Beste Torschützen
Nachfolgend aufgelistet sind die besten Torschützen der Endrunde.
| Rang | Spieler          | Tore |
| ---- | ---------------- | ---- |
| 01   | Jovan Milošević  | 5    |
| 02   | Afonso Moreira   | 4    |
| 02   | Jardell Kanga    | 4    |
| 04   | Nelson Weiper    | 3    |
| 04   | Mathys Tel       | 3    |
| 04   | Jason van Duiven | 3    |
| 04   | João Veloso      | 3    |
| 08   | 17 Spieler       | 2    |
| 25   | 39 Spieler       | 1    |

Eigentore:  Luis Gomes,  João António Nascimento Muniz,  Magnus Mackenzie